# シモーネ・ファバロ
シモーネ・ファバロ（Simone Favaro、1988年11月7日 - ）は、イタリアの元ラグビーユニオン選手。

## プロフィール
- イタリア・トレヴィーゾ出身[1]。
- 現役時代のポジションはロック(LO)、フランカー(FL)、ナンバーエイト(No.8)。
- 身長 184cm、体重 103kg
- 父のロバートはラグビー指導者(元イタリア代表)[2]。
- U20イタリア代表に選ばれたことがある。
- イタリア代表通算キャップ数は36でラグビーワールドカップ2015のイタリア代表に選ばれた[3]。

## 略歴
ベネットン・トレヴィーゾ、グラスゴー・ウォリアーズを経て、2017年、フィアンメ・オーロに加入。
2019年、現役を引退した。